# 极速前进4
極速前進4 是著名的美國真人秀極速前進的第四季。它在2003年5月29日首播，並於2003年8月21日完結。 在2004年，這季的比賽取得了第56屆艾美獎的最佳真人／競技節目獎。
這季於2003年1月18日開拍，並於2003年2月14日拍畢。
Reichen & Chip成为了冠军，获得100万美元。

## 排名
這表顯示了參加者的名稱和他們之間的關係。下表依他們抵達指示站的先後次序作排列：
| 隊伍            | 關係             | 排名（每段賽程） | 排名（每段賽程） | 排名（每段賽程） | 排名（每段賽程） | 排名（每段賽程） | 排名（每段賽程） | 排名（每段賽程） | 排名（每段賽程） | 排名（每段賽程） | 排名（每段賽程） | 排名（每段賽程） | 排名（每段賽程） | 排名（每段賽程） | 路障完成狀況       |
| 隊伍            | 關係             | 1                | 2                | 3                | 4                | 5                | 6ƒ               | 7ƒ               | 8ƒ               | 9                | 10ƒ              | 11               | 12               | 13               | 路障完成狀況       |
| --------------- | ---------------- | ---------------- | ---------------- | ---------------- | ---------------- | ---------------- | ---------------- | ---------------- | ---------------- | ---------------- | ---------------- | ---------------- | ---------------- | ---------------- | ------------------ |
| Reichen & Chip  | 已婚             | 9th              | 2nd              | 3rd              | 5th              | 4th              | 2nd              | 5th              | 2nd              | 1stƒ             | 2nd              | 3rd1             | 2nd              | 1st              | Reichen 4, Chip 7  |
| Kelly & Jon     | 已訂婚           | 6th              | 3rd              | 8th              | 7th              | 3rd              | 3rd              | 3rd              | 5th              | 4th              | 1st              | 2nd              | 3rd              | 2nd              | Kelly 2, Jon 10    |
| David & Jeff    | 最好的朋友       | 10th             | 5th              | 7th              | 6th              | 6th              | 1st              | 1st              | 4th              | 3rd              | 4th              | 1stƒ             | 1st              | 3rd2             | David 5, Jeff 6    |
| Jon & Al        | 最好的朋友／小丑 | 7th              | 6th              | 6th              | 2nd4             | 2nd              | 6th              | 2nd              | 1st              | 2nd              | 3rd              | 4th              |                  |                  | Jon 5, Al 5        |
| Millie & Chuck  | 己約會12年       | 1st3             | 8th              | 5th              | 2nd4             | 1stƒ             | 4th              | 4th              | 3rd              | 5th              |                  |                  |                  |                  | Millie 2, Chuck 5  |
| Tian & Jaree    | 朋友／模特兒     | 11th             | 4th              | 4th              | 1stƒ             | 7th              | 5th              | 6th              |                  |                  |                  |                  |                  |                  | Tian 6, Jaree 0    |
| Monica & Sheree | 家長（足球隊）   | 4thƒ             | 10th             | 2nd              | 4th              | 5th              | 7th              |                  |                  |                  |                  |                  |                  |                  | Monica 3, Sheree 2 |
| Steve & Dave    | 航空管理員       | 5th              | 1stƒ             | 9th              | 8th              | 8th              |                  |                  |                  |                  |                  |                  |                  |                  | Steve 2, Dave 1    |
| Steve & Josh    | 父子             | 1st3             | 9th              | 1stƒ             | 9th              |                  |                  |                  |                  |                  |                  |                  |                  |                  | Steve 0, Josh 2    |
| Russell & Cindy | 朋友／約會中     | 8th              | 7th              | 10th             |                  |                  |                  |                  |                  |                  |                  |                  |                  |                  | Russell 2, Cindy 0 |
| Amanda & Chris  | 約會中           | 1st3             | 11th             |                  |                  |                  |                  |                  |                  |                  |                  |                  |                  |                  | Amanda 0, Chris 1  |
| Debra & Steve   | 己婚家長         | 12th             |                  |                  |                  |                  |                  |                  |                  |                  |                  |                  |                  |                  | Debra 0, Steve 0   |

- 紅色 表示該隊己被淘汰。
- 藍色 表示該隊在非淘汰賽段是最後抵達指示站的一隊。
- 綠色ƒ 表示該隊已經取得快進卡。没有綠色表示该赛段虽有快進卡但无人使用（注：从第1段到第11段都有快进卡）

^  注解1： Reichen & Chip已經抵達（第二名），但是他們沒有依指示（步行至指示站），所以他們得到35分鐘罰時。其中只有Kelly & Jon到達指示點，所以他們跌至第三名，而Jon & Al仍是最後到達，所以他們給淘汰了。

^  注解2：雖然David & Jeff在最後一集中是第三名，但是他們並沒有完成賽事。他們在夏威夷裏收到一個指示，而指示表示他們已經過了時間，而Reichen & Chip已經勝出比賽。但在官网，Jeff透露该路障由他去做。

^  注解3：Millie & Chuck, Steve & Josh,和Amanda & Chris是同时到达中继站的队伍,所以他们并列第一。

^  注解4：Jon & Al和Millie & Chuck是同时到达中继站的队伍,所以他们并列第二。

## 獎品
一般情況下，最先到達的隊伍將獲得獎品。
- 第1段 - 由美國航空提供的一個到夏威夷的旅程。
- 第8段 - 由美國航空提供的一個到墨西哥的旅程。
- 第11段 - 由美國航空送出一個到墨西哥的旅程。
- 第12段 - 由美國航空提供的一個到歐洲的旅程。
- 第13段 - 一百萬美元

## 旅程
美国 →  義大利 →   奥地利 →  法國 →  荷蘭 →  印度 →  马来西亚 →   →   →  美国

## 比賽路程

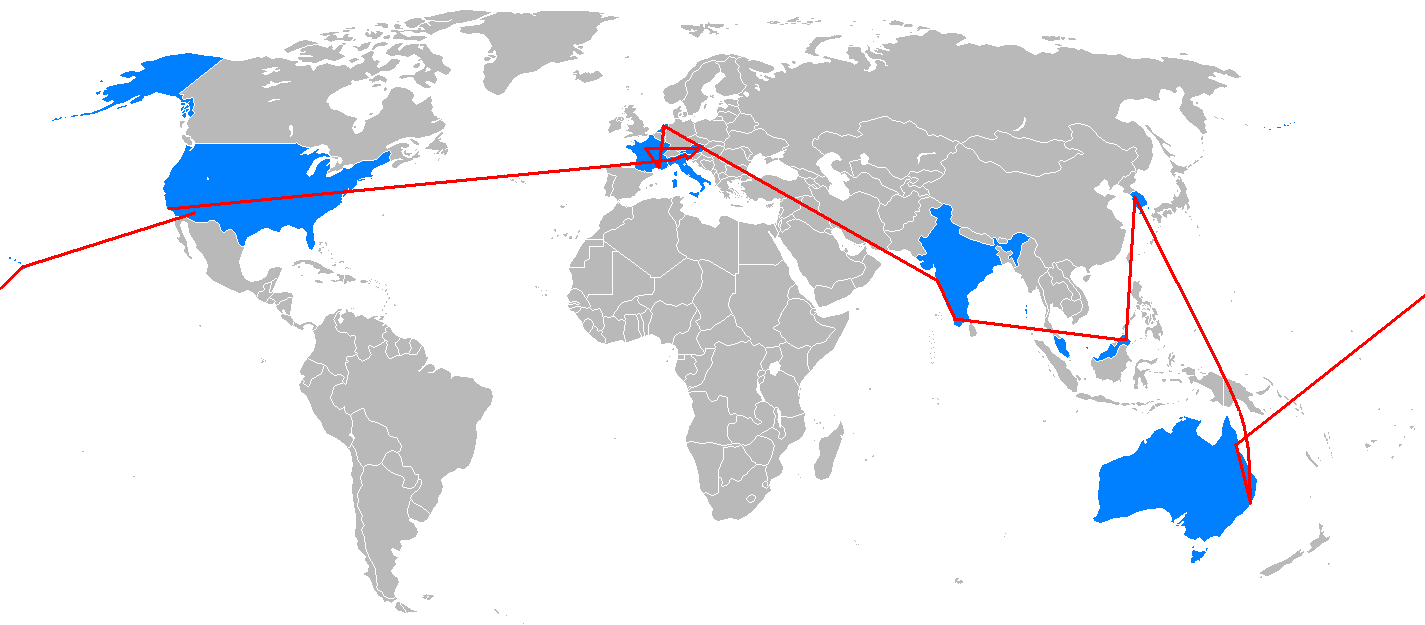
第四季路線圖。

### 第1段（美國→意大利）
- 美國加利福尼亞州洛杉磯（道奇体育场）（起點）
- 洛杉磯（洛杉磯國際機場）到意大利米蘭（馬爾彭薩機場）
- 米兰（埃马努埃莱二世拱廊） [AT1]
- 米兰 到 科尔蒂纳丹佩佐
  - 科尔蒂纳丹佩佐(Passo Giau)
- 科爾蒂納丹佩佐（Cinque Torri山頂）
- 科爾蒂納丹佩佐（Lajadira旅館）

通行证：队伍要前往Pastle Jelly山附近的場地並穿上雪鞋，徒步到達雪山山頂。
繞道：搜索--隊伍利用一個無線電定位器來搜索從雪層下的信號，當找到信號來源後，他們要挖出一把雪地摩托車的鎖匙，然後駕駛去下一個線索箱。
營救--隊伍前往鄰近的石塔，通過只由四條鋼索構成的懸空救援橋，然後用鋼索滑行在250英尺距離的深谷上空穿越。最后在步行前往下一個線索箱。
附加任務
- [AT1]： 各隊伍需在拱廊內找到藏匿在角落裡的車票，分別是早上2點、4點及6點的班次。一旦車票從盒中抽出，隊伍不能再作出變更。

### 第2段（意大利）
- 科尔蒂纳丹佩佐（Trampolino Olimpico）[AT1]
- 科尔蒂纳丹佩佐（卡拉尔佐迪卡多雷火車站）或（Alpi火車站）到 威尼斯（圣塔露西亚车站）
- 威尼斯（尖塔橋）
  - 威尼斯 （里奧多橋）
- 威尼斯 (Palazzo da Mosto)
- 威尼斯（Citta di Padova號）

通行证：队伍要前往指定的廣場，並加入一支名為Cammedia Dell'arte的傳統意大利游行戲劇表演隊伍中，在表演结束后會获得通行证。
繞道：水路--隊伍必須乘坐刚朵拉，利用地圖指揮舵手前往小廣場領取下一個线索，但隊伍不能向任何人求助。陸路--隊伍則需在縱橫交錯的小路和橋中前往相同的廣場領取下一個线索，但這些隊伍能向路人問路。
路障：一名隊員從守門人手中，四張不同面具的照面裡抽出一張，然後進入一間人人戴著面具的房間找出和戴著參賽者手上相同的面具的人。如果找對了將能獲得線索，但如果找到錯誤的人，照片將會被沒收，參賽者須重新到房間外排隊等候。而守門人每一次只允許四個人進入房間，其他隊伍參賽者須在外面等候。
附加任務
- [AT1]： 各隊伍需抵達該奧運滑雪場地，並參加在當地很受歡迎的滑雪坡。隊伍需在場地乘坐專車前往山頂，然後坐上汽艇以高速滑下雪坡以到達下一個線索箱。

### 第3段（意大利 → 奧地利）
- 威尼斯（圣塔露西亚火車站）到 奧地利維也納(維也納南站)
- 維也納（地下排水網）[AT1]
- 維也納（美泉宮）
- 維也納 (多瑙河塔)
- 維也納 (維也納南站) 到 Gmunden（Gmunden火車站）
- Gmunden (Schloss Ort)

通行证：队伍要在美泉宮宮殿底層找到國際舞廳並穿上西裝。然後每位隊員要端著滿載香檳的盤子避開眾多舞者穿過舞池。
繞道：莫札特--隊伍須背一把大提琴走6英哩到莫札特寫"費加羅的婚禮"的紀念館，之后用大提琴换取下一条线索。
貝多芬--隊伍則需拿著樂譜走11英哩到貝多芬寫"海利根施塔特遺囑"的紀念館，之后用乐谱换取下一条线索。
路障：一名隊員從1150英尺高的多瑙河塔，全歐洲最高的笨豬跳塔上笨豬跳下來。
附加任務
- [AT1]： 隊伍需穿過維也納著名的地下排水網，前往下一個線索。之后各隊伍需乘坐每半小時三至四班次的"Fiacre"馬車前往6公里外的美泉宮，他們必需拿到馬車門上的車票方可上車。

### 第4段（奧地利 → 法國）
- 阿特南-普赫海姆 (阿特南-普赫海姆火车站) 到  萨尔斯堡（萨尔斯堡中央车站）或 德國慕尼黑（慕尼黑中央车站）
- 萨尔斯堡(萨尔茨堡沃尔夫冈·阿马多伊斯·莫扎特机场) 或 慕尼黑(慕尼黑國際機場) 到 法國巴黎 （夏爾·戴高樂國際機場）
- 巴黎 (巴黎蒙帕纳斯车站) 到 勒芒（Gare du Mans）
- 勒芒（Bugatti賽車場）
- 馬賽（馬賽老港，圣玛丽灯塔）
- 福雷地区巴尼奥尔（Gorges du Blavet）
  - 普罗旺斯地区艾克斯(Musée de Tapisseries)
- 圣雷米（Chateau Des Alpilles）

通行证：队伍要前往Musée de Tapisseries，然後將20塊拼圖拼出中繼站的相片。
繞道：繩索--隊伍必須在250英呎高的山崖垂降往下面的線索箱。斜坡--隊伍則需走一段漫長的斜路前往一個線索箱。
路障：一名隊員為賽車更換車上的四個輪胎，然後由專業賽車手駕駛跑車在賽道上跑一圈，完成後就能在獎盃上拿到線索。

### 第5段（法國 → 荷蘭）
- 馬賽（馬賽普罗旺斯機場）到  荷蘭 阿姆斯特丹（史基普機場）
- 阿姆斯特丹（馬海麗吊橋）[AT1]
- 阿姆斯特丹（航海博物館）
  - 阿姆斯特丹（Molen Van Sloten）
- 蒙尼肯丹（"嘴煙人"雕像）
- 梅登（梅登城堡）

通行证：队伍要找到指定的一個風車，然後兩名隊員分別被綁在風車的帆上並開始旋轉，隊伍在完成十圈的旋轉後會獲得通行证。
繞道：500公斤--隊伍要駕車前往30英里外的一個露天廣場，穿上傳統的木屐並合力用扁担將芝士挑到称上，他們必需不多不小搬運500公斤方可獲得下一條線索。
15英尺--隊伍則需駕車12英里到附近的一個農場內的肥料加工場，然後徒手在15英尺高的牛糞中尋找線索獲得下一條線索。
路障：一名隊員前往一艘船的甲板上上，徒手抓住25條活饅魚並移至指定的容器內就能獲得下一條線索。
附加任務
- [AT1]： 隊伍須自行駕駛一艘小艇至航海博物館方可獲得下一條線索。

### 第6段（荷蘭 → 印度）
- 阿姆斯特丹（史基普機場）到  印度孟買（賈特拉帕蒂·希瓦吉國際機場）
- 孟買（宝莱坞影城）[AT1]
- 孟買（Sassoon碼頭）
- 孟買（印度門）

繞道：在开始隊两项任務前，必需乘坐印度擠擁的公共交通。
洗布--隊伍須找到一個指定的室外洗衣場並手洗一包髒布匹，線索將會出現在一張布上。找布--隊伍則需找到一家比較難找到的布料店，在上百張印度傳統布料中尋找一張印有線索的的布料。
路障：一名隊員進入魚市場，從指定的魚攤內找出20條帕菜魚，然後把魚裝到籃子中，運回市場經理處獲得線索。
附加任務
- [AT1]： 隊伍需騎自行車前往宝莱坞電影城後方的10號錄影棚，並在台上尋找線索。

### 第7段（印度）
- 潘韦尔（潘韦尔火車站）到 Ernakulam（Ernakulam Junction railway station） [AT1]
- 阿勒皮（體育場）
- 阿勒皮 (Beach Road)
- 阿勒皮 (Vembanad Lake-The Finishing Point)

繞道：籃子--隊伍須將10隻活雞放在傳統人力貨車後方的籃子內，並由他們自己架駛人力貨車將雞送到地圖上標明的農場.便能獲得下一條線索。
鼻子--隊伍則需將兩捆印度傳統椰殼綴維纖線放在一頭大象上，然後將這些纖線送到地圖上標明的一家纖維店。當隊伍完成運送後，便能獲得下一條線索。
路障：一名隊員參與賽牛，掛在一群公牛後方，以極高速滑過一段有足球場長度的泥地，當他們抵達終點後將獲得下一條線索。由於同時間只能有一隊進行路障，如果在過程中失敗，將需要重頭排隊。
附加任務
- [AT1]：抵達Ernakulam樞紐站後，隊伍需乘坐計程車沿著国道47号，在沿路上千塊廣告牌中找到指定的一塊便能获得下一条线索。

### 第8段（印度 → 馬來西亞）
- 科钦 (科钦国际機場) 到 馬來西亞亞庇（亞庇国际机场）
- Penampang (Monsopiad Cultural Village)[AT1]
- 亞庇(Jesselton Point Jetty)
- 東姑阿都拉曼公園 (Manukan Island)

绕道：罗网--队伍要乘船前往捕鱼平台，用网在捕鱼池里抓15条鱼就能获得下一条线索。陷阱--队伍要乘船前往一组龙虾船，在龙虾船上把装有线索的笼子拉出水面。
路障：一名队员用当地三种武器(弓箭，吹箭和长矛)射中三个目标，完成后就可以与队友前往中继站。
附加任務
- [AT1]：队伍要在Monsopiad Cultural Village接受酋长的祝福就能获得下一条线索。

### 第9段（馬來西亞）
- Ranau (波令温泉)
  - 西必洛 (西必洛猿人保护区)
- 山打根 (Trushidup Palm Oil Plantation)
- Kinabatangan (Gomantong Caves)
- 西必洛 (西必洛自然度假村)

通行证：队伍要开车前往西必洛猿人保护区给红毛猩猩喂食。当红毛猩猩吃完四个水果后，就能获得通行证。
绕道：砍--队伍要用工具将连有线索的菠萝砍下来，但其中只有一个有线索其他三个都是空的。拉--队伍用推车将25个菠萝放在指定卡车上，放完后压着线索的卡车会被开走。
路障：一名队员爬上藤梯，取得位于筐里的下一条线索。

### 第10段（馬來西亞 → 南韓）
- 山打根 (Puu Jih Shih Temple)[AT1]
- 亞庇（亞庇国际机场） 到  南韓仁川(仁川國際機場)
- 首爾(首爾塔)
- 江原道鐵原郡(漢灘江, Sundam Valley – Rafting Korea)
- 首爾 (韓國首都圈電鐵首爾大學站)
- 首爾 (景福宮)

路障：一名隊員跳入冰冷的河水游到出口。只有医生准许队员离开，队伍才能获得下一条线索。
繞道：强悍的手--队伍要根据地图前往一家跆拳道馆，然后每名队员要用跆拳道击打三套木板,当三套木板打碎后才能获得下一条线索。
强悍的胃--队伍要根据地图前往一家餐馆,然后队伍吃一道传统的韩国料理--活章鱼,只有吃完了才能获得下一条线索。
附加任務
- [AT1]：队伍要在Puu Jih Shih Temple的众多小佛俑中找到写有自己名字的佛俑从而获得一把钥匙，之后用该钥匙打开装有下一条线索的藤袋。

### 第11段（南韓 → 澳大利亞）
- 汝矣島（汉江公园）[AT1]
- 仁川(仁川國際機場) 到 澳大利亞布里斯班（布里斯班機場）
  - 陽光海岸 (海灘)
- 布里斯班 (Penthouse on Holiday Inn)
- Mooloolaba (Mooloolaba海底世界)
- Mooloolaba (Mooloolaba游艇俱乐部)

繞道：俯冲--每名队员要从200英尺高的楼外墙俯冲至地面，当两名队员回到地面后就能获得下一条线索。步行--队伍先找到一座指定的的大楼,然后从他们所在的大楼步行至这座大楼的顶层就能获得下一条线索。
通行证：队伍要前往海滩用冲浪板救一位落难的落水者。当落水者救上岸后，就能获得通行证。
路障：一名队员要穿上潜水装备进入水箱，找到装有下一条线索的宝箱。
附加任務
- [AT1]：队伍要在汉江公园的空地上收回做有标记风筝线，使风筝落地从而获得线索。

### 第12段（澳大利亞）
- Ferny Hills (Woolshed)[AT1]
- 布里斯班 (布里斯班機場) 到 凱恩斯(凱恩斯機場)
- Palm Cove (野生世界)[AT2]
- Cairns Region (Wangetti海滩)
- Julatten (Off Road Rush)
- Cairns Region (Ellis海滩)

繞道：马鞍--队伍骑马在海滩一英里半的范围内搜寻线索，四处线索堆中只有一处是真的。船桨--队伍要给气垫船充气，再划向绑有线索的橙色游标处就能获得下一条线索。
路障：一名队员驾驶四轮赛车行驶完7英里的泥泞赛道，到达终点后就能获得下一条线索。
附加任務
- [AT1]：各队要在Woolshed的羊毛堆里搜寻线索。
- [AT2]：各队在Wild World喂饱名叫“苏丹”的鳄鱼并拍照，然后去往纪念品店将照片打印出来，照片背面就有下一条线索。

### 第13段（澳大利亞 → 美國）
- Smithfield (恰布卡土著文化公园)[AT1]
- Aeroglen (凱恩斯機場 - General Aviation Terminal)
- 凱恩斯 (凱恩斯機場) 到  美國夏威夷州夏威夷島 科纳 (科纳国际机场)
- 夏威夷島 (Kaulana Bay)
- 夏威夷島 (夏威夷火山國家公園)
- 希洛 (希洛国际机场) 或 科纳 (科纳国际机场) 到 亞利桑那州鳳凰城 (鳳凰城天港國際機場)
- 鳳凰城 (美国海军亞利桑那号之锚)
- 坦佩 (太阳魔鬼球场 - 东南入口)[AT2]
- 在鳳凰城和坦佩附近 （Papago 公园）[AT3]

绕道：飞行--队伍从高空陪同专业人员跳伞,回到地面后就能获得下一条线索。漫步--要求队伍驾车前往码头，用船开出水域到达同一个线索箱。
路障：一名队员要游向雕像之后潜入水底找到石头带上岸，用所提供的工具凿开石头取得线索。
附加任務
- [AT1]：队伍要在恰布卡土著文化公园参加传统火把仪式，之后部落的一员会给出线索.

- [AT2]：要想拿到最后一条线索根据线索里的暗示（情人节快乐，White加White），将情人节2月14日合并成214，之后队伍要明白“White加White”指的就是两位名字里带有”White“的橄榄球运动员的球衣号码（33和11），最后队伍用这三个数字找到214区33排11座获得下一条线索.

- [AT3]：到达Papago 公园后，队伍要骑车前往终点。